# Paavo Suhonen
Paavo Johannes Suhonen (Vyborg, 28 marzo 1937) è un ex cestista finlandese.

## Carriera
È nato il 28 marzo 1937 a Vyborg. Con la Finlandia ha disputato i Campionati europei del 1957.

## Palmarès
- Campionato finlandese: 1

ToPo Helsinki: 1960